# Josué Homawoo
Josué Homawoo (Lomé, 12 novembre 1997) è un calciatore togolese, difensore dello Standard Liegi e della nazionale togolese.

## Caratteristiche tecniche
È un difensore centrale.

## Carriera

### Club
È cresciuto nel settore giovanile del Nantes, con cui ha firmato il primo contratto professionistico il 6 giugno 2017. Ha debuttato in prima squadra l'8 febbraio 2020 nell'incontro di Ligue 1 pareggiato 3-3 contro il Digione. Il 5 ottobre seguente ha lasciato il club gialloverde per passare al Lorient, che lo ha assegnato alla propria seconda squadra.
Il 30 giugno 2021 è stato acquistato dal Red Star dove ha giocato per due stagioni in Championnat National. Il 16 luglio 2023 è passato a titolo definitivo alla Dinamo Bucarest, dove si è da subito ritagliato un ruolo da titolare. Ha segnato il primo gol fra i professionisti l'8 novembre 2024 nel pareggio per 1-1 contro il CFR Cluj.

### Nazionale
Il 29 agosto 2024 ha ricevuto la prima convocazione con la nazionale togolese, ed il 6 settembre ha esordito giocando da titolare l'incontro di qualificazione per la Coppa d'Africa 2025 pareggiato 1-1 contro la Liberia.

## Statistiche

### Presenze e reti nei club
Statistiche aggiornate al 9 gennaio 2025.
| Stagione               | Squadra                | Campionato             | Campionato | Campionato | Coppe nazionali | Coppe nazionali | Coppe nazionali | Coppe continentali | Coppe continentali | Coppe continentali | Altre coppe | Altre coppe | Altre coppe | Totale | Totale | Totale |
| Stagione               | Squadra                | Comp                   | Pres       | Reti       | Comp            | Pres            | Reti            | Comp               | Pres               | Reti               | Comp        | Pres        | Reti        | Pres   | Reti   |        |
| ---------------------- | ---------------------- | ---------------------- | ---------- | ---------- | --------------- | --------------- | --------------- | ------------------ | ------------------ | ------------------ | ----------- | ----------- | ----------- | ------ | ------ | ------ |
| 2015-2016              | Nantes 2               | CFA                    | 8          | 0          | -               | -               | -               | -                  | -                  | -                  | -           | -           | -           | 8      | 0      |        |
| 2016-2017              | Nantes 2               | CFA                    | 1          | 0          | -               | -               | -               | -                  | -                  | -                  | -           | -           | -           | 1      | 0      |        |
| 2017-2018              | Nantes 2               | N3                     | 1          | 0          | -               | -               | -               | -                  | -                  | -                  | -           | -           | -           | 1      | 0      |        |
| 2018-2019              | Nantes 2               | N2                     | 12         | 2          | -               | -               | -               | -                  | -                  | -                  | -           | -           | -           | 12     | 2      |        |
| 2019-2020              | Nantes 2               | N2                     | 5          | 0          | -               | -               | -               | -                  | -                  | -                  | -           | -           | -           | 5      | 0      |        |
| ago.-ott. 2020         | Nantes 2               | N2                     | 3          | 0          | -               | -               | -               | -                  | -                  | -                  | -           | -           | -           | 3      | 0      |        |
| Totale Nantes 2        | Totale Nantes 2        | Totale Nantes 2        | 30         | 2          |                 | -               | -               |                    | -                  | -                  |             | -           | -           | 30     | 2      |        |
| 2019-2020              | Nantes                 | L1                     | 1          | 0          | CF+CdL          | 0               | 0               | -                  | -                  | -                  | -           | -           | -           | 1      | 0      |        |
| ott. 2020-giu. 2021    | Lorient 2              | N2                     | 2          | 0          | -               | -               | -               | -                  | -                  | -                  | -           | -           | -           | 2      | 0      |        |
| 2021-2022              | Red Star               | N                      | 16         | 0          | CF              | 1               | 0               | -                  | -                  | -                  | -           | -           | -           | 17     | 0      |        |
| 2022-2023              | Red Star               | N                      | 14         | 0          | CF              | 0               | 0               | -                  | -                  | -                  | -           | -           | -           | 14     | 0      |        |
| Totale Red Star        | Totale Red Star        | Totale Red Star        | 30         | 0          |                 | 1               | 0               |                    | -                  | -                  |             | -           | -           | 31     | 0      |        |
| 2023-2024              | Dinamo Bucarest        | L1                     | 28+2       | 0          | CR              | 1               | 0               | -                  | -                  | -                  | -           | -           | -           | 31     | 0      |        |
| 2024-2025              | Dinamo Bucarest        | L1                     | 17         | 1          | CR              | 1               | 0               | -                  | -                  | -                  | -           | -           | -           | 18     | 1      |        |
| Totale Dinamo Bucarest | Totale Dinamo Bucarest | Totale Dinamo Bucarest | 47         | 1          |                 | 2               | 0               |                    | -                  | -                  |             | -           | -           | 49     | 1      |        |
| Totale carriera        | Totale carriera        | Totale carriera        | 108        | 3          |                 | 3               | 0               |                    | -                  | -                  |             | -           | -           | 111    | 3      |        |

### Cronologia presenze e reti in nazionale
| Cronologia completa delle presenze e delle reti in nazionale ― Togo | Cronologia completa delle presenze e delle reti in nazionale ― Togo | Cronologia completa delle presenze e delle reti in nazionale ― Togo | Cronologia completa delle presenze e delle reti in nazionale ― Togo | Cronologia completa delle presenze e delle reti in nazionale ― Togo | Cronologia completa delle presenze e delle reti in nazionale ― Togo | Cronologia completa delle presenze e delle reti in nazionale ― Togo | Cronologia completa delle presenze e delle reti in nazionale ― Togo |
| Data                                                                | Città                                                               | In casa                                                             | Risultato                                                           | Ospiti                                                              | Competizione                                                        | Reti                                                                | Note                                                                |
| ------------------------------------------------------------------- | ------------------------------------------------------------------- | ------------------------------------------------------------------- | ------------------------------------------------------------------- | ------------------------------------------------------------------- | ------------------------------------------------------------------- | ------------------------------------------------------------------- | ------------------------------------------------------------------- |
| 6-9-2024                                                            | Lomé                                                                | Togo                                                                | 1 – 1                                                               | Liberia                                                             | Qual. Coppa d'Africa 2025                                           | -                                                                   | 65’                                                                 |
| 22-3-2025                                                           | Lomé                                                                | Togo                                                                | 2 – 2                                                               | Mauritania                                                          | Qual. Mondiali 2026                                                 | -                                                                   |                                                                     |
| 25-3-2025                                                           | Dakar                                                               | Senegal                                                             | 2 – 0                                                               | Togo                                                                | Qual. Mondiali 2026                                                 | -                                                                   | 48’                                                                 |
| Totale                                                              |                                                                     | Presenze                                                            | 3                                                                   |                                                                     | Reti                                                                | 0                                                                   |                                                                     |

## Palmarès

### Club

#### Competizioni nazionali
- Championnat National 3: 1

Nantes 2: 2017-2018 (girone B)